# Масаж немовлят

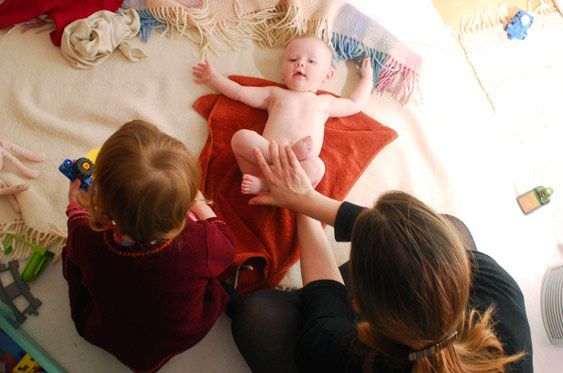
Масаж немовляти

Масаж немовлят — це систематичне тактильне стимулювання тіла новонародженої дитини з метою покращення її фізичного,психоемоційного та сенсорного стану. Такий масаж може здійснюватися як у межах традиційних практик, так і у рамках сучасних програм раннього втручання.

## Історія та поширення
Масаж новонароджених є традиційною практикою в багатьох культурах Азії, Африки та Південного Тихого океану. У Бангладеші понад 90 % батьків застосовують масаж щодня з перших тижнів життя дитини. У західних країнах масаж став популярним у XX столітті, спершу в межах неонатальних відділень для покращення стану недоношених дітей.

## Переваги масажу

### Фізіологічні ефекти
Дослідження демонструють, що масаж немовлят може сприяти покращенню кровообігу та лімфотоку, зміцненню м'язів і суглобів, а також поліпшенню травлення, зменшуючи ризик колік і закрепів.
Метааналіз 34 досліджень показав статистично значущі позитивні зміни у вазі, зрості, окружності голови та кінцівок, тривалості сну, зниженні часу плачу, рівня білірубіну, а також зменшенні частоти діареї. Проте, значущість більшості результатів втрачалась після виключення досліджень із високим ризиком упередженості.

### Психоемоційні ефекти
Масаж стимулює вироблення окситоцину — гормону, що зміцнює емоційний зв'язок між дитиною та батьками, знижує рівень стресу та сприяє кращому сну. Також зафіксовано позитивний вплив на сенсорний розвиток, формування довіри до дорослого та покращення соціальної взаємодії.
Окремі дослідження вказують на покращення моторних навичок, психомоторного розвитку та соціальних реакцій. Проте після вилучення низькоякісних досліджень частина результатів втратила статистичну значущість.

## Біологічні механізми
Тактильна стимуляція впливає на нейропластичність та формування нейронних зв'язків у мозку дитини. Зокрема, зафіксовано зменшення рівня кортизолу, який негативно впливає на розвиток гіпокампа та стресову регуляцію. Також масаж підвищує активність вагусного нерва, що сприяє поліпшенню травлення та загальному зростанню.

## Техніка виконання
Перед початком масажу слід забезпечити комфортні умови:
- температура в кімнаті — приблизно 24 °C;
- тихе освітлення;
- чисті, теплі руки без прикрас[2].

Основні техніки:
- Обличчя: легке погладжування від центру чола до скронь, щік, ділянки навколо носа[3];
- Груди: рухи у формі метелика або «серця», від центру грудної клітки вбік і вгору[3];
- Живіт: кругові рухи за годинниковою стрілкою, вправа «велосипед»[2];
- Руки й ноги: масаж від плеча (або стегна) до кистей/стоп, із приділенням уваги кожному пальчику[3];
- Спина: погладжування від шиї до сідниць, легкий натиск на зону плечей[3].

Масаж має бути м'яким, без натиску. Важливо слідкувати за реакцією дитини: якщо вона нервує або плаче — слід зробити паузу.

## Частота і тривалість
Масаж рекомендується проводити щодня, за умови позитивної реакції малюка. Оптимальна тривалість — 5–15 хвилин, найкращий час — після купання або перед сном.

## Обмеження та застереження
Наявні клінічні огляди вказують, що ефективність масажу є обмеженою для здорових немовлят з низьким ризиком розвитку порушень, і не може вважатись універсальною медичною рекомендацією. Автори систематичних оглядів наголошують на необхідності подальших якісних досліджень, особливо серед соціально вразливих груп.